# Ceuthosporella sambuci
Ceuthosporella sambuci är en svampart som beskrevs av Höhn. 1929. Ceuthosporella sambuci ingår i släktet Ceuthosporella, divisionen sporsäcksvampar och riket svampar.   Inga underarter finns listade i Catalogue of Life.